# Красильников, Олег Владимирович
Олег Владимирович Красильников (14 сентября 1950 года, город Сулюкта, КиргССР — 30 августа 2011 года, Ресифи, Бразилия) — советский, узбекистанский профессор, биофизик, долгое время работал и жил в Бразилии.

## Биография
Родился 14 сентября 1950 года в городе Сулюкта в Киргизии (СССР, Киргизская ССР) в семье служащих, отец — Красильников Владимир Сергеевич — горный инженер, работавший на угольных шахтах Киргизии (в городах Сулюкта и Таш-Кумыр), мать — Красильникова Екатерина Яковлевна — экономист. Родители были из семей русских переселенцев в Среднюю Азию. В Сулюкте с отличием окончил среднюю школу (1957—1967, выпущен с серебряной медалью), поступил на биолого-почвенный факультет Ташкентского государственного университета (ТашГУ) — ныне Национальный университет Узбекистана (СССР, УзССР). Уже с 3 курса он начал исследовать механизмы действия мембраноактивных компонентов ядов змей под руководством проф. Б.А. Ташмухамедова, благодаря которому он нашел своё призвание. На биофаке он получил специализацию на кафедре биофизики и после окончания с отличием университета в 1973 году был направлен в Отдел биофизики Института биохимии Академии наук Узбекистана, где он продолжил исследования способности мембраноактивных токсинов формировать ионные каналы и защитил кандидатскую диссертацию. В дальнейшем по результатам исследований порообразующих свойств различных бактериальных токсинов Красильниковым с коллегами в 1989 году была написана монография. Докторская диссертация была защищена в МГУ 28 октября 1989 года. В 1989 году возглавил лабораторию молекулярной физиологии в Институте физиологии и биофизики Академии наук Узбекистана. Ученое звание профессора было присвоено 28 октября 1993 года.
В 1993 году Красильников по приглашению о сотрудничестве был направлен в командировку в Бразилию на кафедру биофизики и радиобиологии Федерального университета (UFPE) в столице штата Пернамбуко — город Ресифи. В 1999 году, будучи визитинг-профессором, возглавил там лабораторию биофизики мембран (LBM), в которой проработал до 2011 года. Освоил португальский язык и начал читать на нем лекции для студентов и аспирантов. С 2002 года регулярно преподавал биофизику в Федеральном университете (UFPE) города Ресифи. В 2011 году был удостоен звания титулярного профессора. Являлся членом биофизических обществ Бразилии и США. Им подготовлены 10 кандидатов наук (PhD), 1 доктор наук, 26 магистров по биофизике в Узбекистане и Бразилии. Список публикаций включает более 100 журнальных статей, монографию, 2 патента на изобретения.
Умер в 2011 году. Похоронен на Владыкинском кладбище города Москвы.

## Научная деятельность
После окончания университета в Институте биохимии АН РУз Красильников начал исследования действия α-гемолизина, белка-токсина, синтезируемого бактерией золотистым стафилококком Staphylococcus aureus, на искусственные бислойные липидные мембраны и показал, что α-стафилотоксин легко встраивается в бислои и образует ионные каналы. Эта работа была продолжена в Институте физиологии и биофизики Академии наук Узбекистана. Круг исследованных каналообразующих веществ был значительно расширен и включил в себя токсины яда паука каракурта и медоносной пчелы, токсические белки патогенных бактерий, таких как холера (Vibrio cholerae), цереус (Bacillus cereus), пасторелла (Pasteurella multocida), шигеллы (Shigella dysenteriae) и др. Модель строения α-стафилотоксинового канала, предложенная в работах О. В. Красильникова с коллегами этого периода получила подтверждение у других авторов методом рентгеноструктурного анализа кристаллического α-стафилотоксина.
В Ташкенте им с группой молодых ученых был разработан метод полимерного зондирования диаметра ионных каналов в искусственных бислоях (nonelectrolyte exclusion method), который нашел применение в практике биофизических исследований. Показано, что через канал α-стафилотоксина (α-гемолизина) способны проходить не только ионы, но и крупные молекулы полиэтиленгликоля, по диаметру которых можно эмпирически оценить диаметр канала. Для оценки диаметра канала были использованы показатели электропроводности, омывающих мембрану растворов и проводимости канала без и в присутствии полиэтиленгликоля (ПЭГ) или других неэлектролитов. Эмпирически была выведена формула для нахождения коэффициента заполненности канала ПЕГ-ами или другими молекулами. В Бразилии были продолжены исследования токсинов St. Aureus, E.Coli, V.Cholerae, B.Anthracis, и др. Особое внимание уделялось изучению стафилококкового α- токсина, его способности пропускать полимерные молекулы (полиэтиленгликоли, и др.) и распознавать проходящую молекулу. В содружестве с электрофизиологами Японии метод полимерного зондирования был применен для изучения канала CFTR.
Была показана возможность использования разных ПЕГов с двух выходов, встроенного в бислойную мембрану белкового канала, для оценки диаметра и геометрии его водной поры. Предложен метод многократного усиления чувствительности канала (разрешающей способности) путём применения предельно высоких концентраций солей (4М КСl и др.) в омывающих мембрану буферных растворах. Благодаря этому одиночные нанопоры, сформированные α-стафилотоксином в липидных бислоях могут служить аналогично масс-спектрометрам для полимерных молекул. Разрешающая способность достигает 40 Да, что было положено позже компанией Oxford Nanopore Technologies в основу нанопорового секвенирования ДНК.
Лаборатория в Бразилии, в которой работал О. В. Красильников, в настоящее время носит его имя.
Индекс Хирша 21, 1727 цитирований.